# François Heaulmé
François Heaulmé est un artiste peintre expressionniste de l'École de Paris né le 26 septembre 1927 à Saint-Jorioz (Haute-Savoie), installé à Montmartre à Paris puis à Saint-Cirice (Cahors) dans le Lot, mort le 23 octobre 2005.

## Biographie

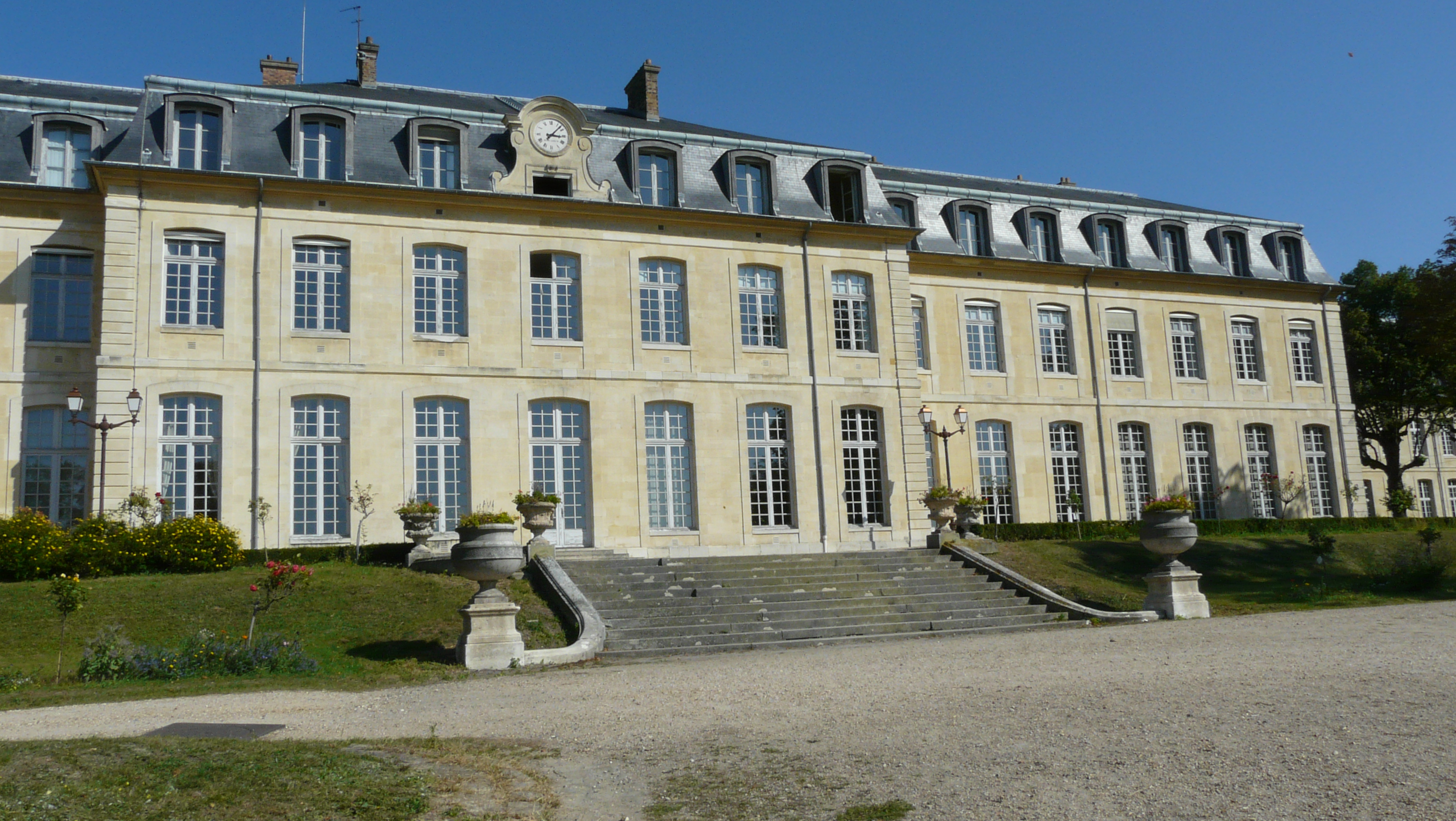
Lycée Michelet, Vanves

François Heaulmé accomplit ses études secondaires au lycée de Thônes (il se souviendra avec reconnaissance d'un bon professeur, l'abbé Greffier, qui y oriente ses exercices de rhétorique vers la peinture), puis au lycée Michelet à Vanves. C'est ainsi dès sa prime jeunesse qu'en autodidacte et en habitué du Musée du Louvre, il étudie la peinture sur le motif. Vivant alors dans une modeste chambre de la Rue Mademoiselle (il s'installera plus tard à Montmartre), il va vivre de peinture décorative d'abat-jours et de restauration de tableaux anciens. Dans les musées, François Heaulmé va copier Pierre-Paul Rubens, il va s'intéresser particulièrement à Goya, Rembrandt et Honoré Daumier, tandis que parmi les peintres de son temps, il va admirer Francis Gruber, Bernard Lorjou et Paul Rebeyrolle.
C'est en 1956, année où François Heaulmé est sélectionné pour le Prix de la Critique, que le marchand de tableaux Hervé Odermatt découvre sa peinture et qu'il « s'affirme bouleversé par l'expressionnisme agissant de celui qui deviendra son poulain ».
Choisissant de se mettre à distance de la capitale, François Heaulmé quitte dans un premier temps Paris pour le proche département de la Marne (où il peut partager son temps entre ses travaux plastiques, les obligations parisiennes et ses plaisirs que sont la lecture et la pêche), puis en 1967 pour Saint-Cirice (Lot) où il restaure de ses mains une propriété du XVIIIe siècle. C'est dans le Lot qu'il aborde l'expression par l'estampe avec le monotype, appelé à constituer cette part importante de son œuvre qu'il présentera à New-York où il séjournera tout le long de l'année 1979.
Dans son texte autobiographique Le chien du pâtissier, François Heaulmé s'efforce de définir l'expressionnisme: c'est « comme si l'image, incapable de décoller du monde, d'elle-même, engorgée de sa propre sensualité, s'exaspérait sur elle-même, se livrant souvent à la pire debauche ». Puis, concluant en forme de confession sur sa propre peinture: « J'ai souvent commis ce pire sous label d'expressionnisme. Combien de chiens n'ai-je pas menés à la torture et à la mort par zèle intempestif de l'image? Nulle trouble complicité avec la mort, nul dessein moralisateur derrière cette gesticulation. Simple aveu d'une impuissance à célébrer la beauté. Même si les "soleils noirs" peuvent aveugler parfois d'une étrange beauté. L'image, ne pouvant témoigner du plus haut silence, percevait d'emblée une plus grande commodité à s'alimenter de fracas et d'horreur. L'aveu de sa sincérité n'absout pas sa perversion. Tel est le tragique d'un certain expressionnisme. »
il a encore confié: « Je veux vivre très vieux pour peindre des fenêtres ouvertes sur des ciels très bleus ». Mais, lorsqu'il a quitté ce monde, en octobre 2005, François Heaulmé n'était pas « très vieux ».

## Œuvres (sélection)
- Exercices de Style, 1961.
- La Guerre et la Paix, 1963[9].
- Vanité, 1965.
- Chez les X, 1969.
- Les Technocrates, 1970.
- Les camps de concentration.
- Don Quichotte, 1970.
- Gargantua.
- Les Dits d'Amour de Jean de la Croix, 1996.
- La Ballade de la geôle de Reading d'Oscar Wilde, 2002.
- Le baiser, huile sur toile, collection Simé et Jean Jansem[10].

## Expositions

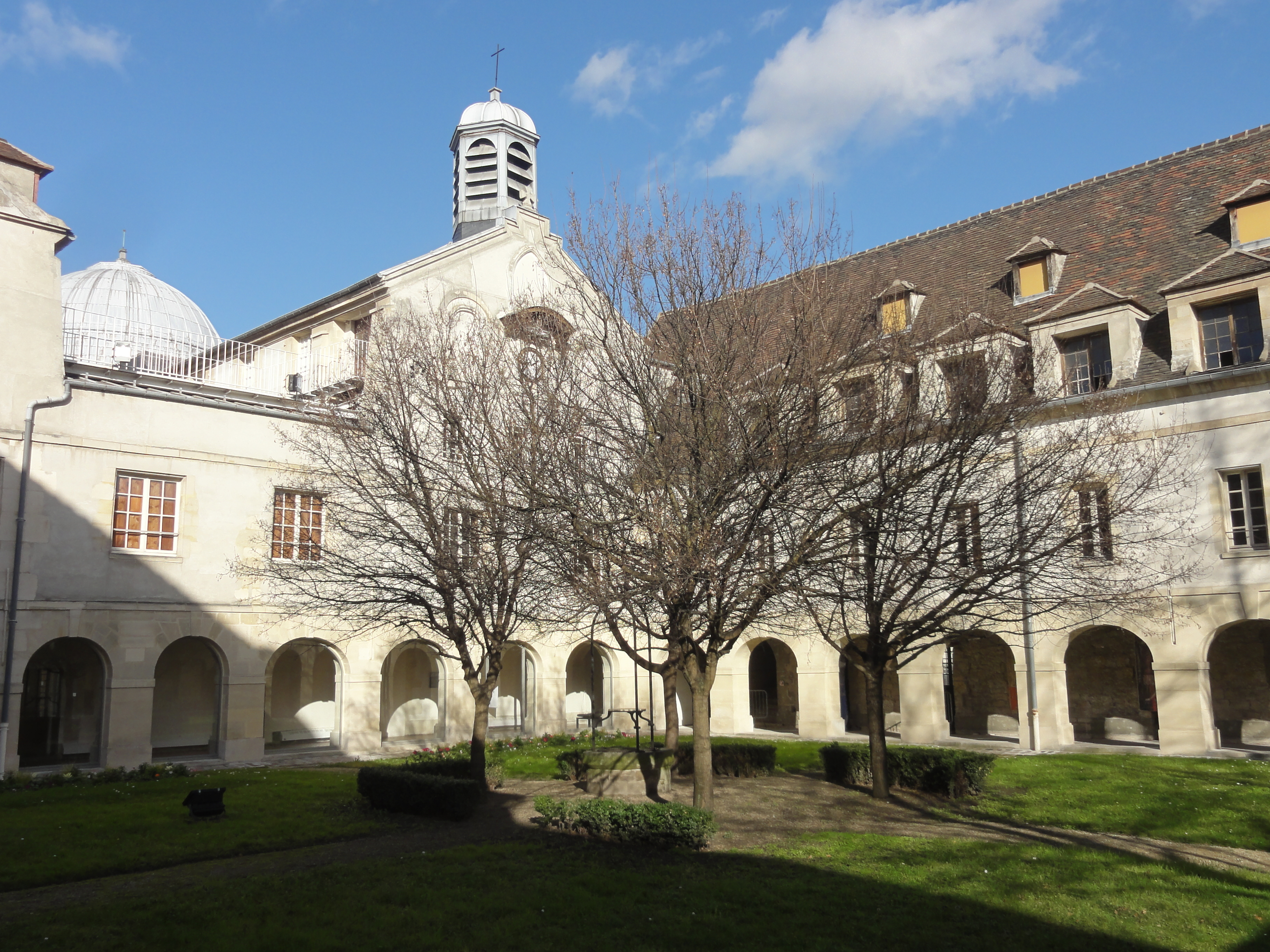
Musée d'Art et d'Histoire de Saint-Denis, 1986

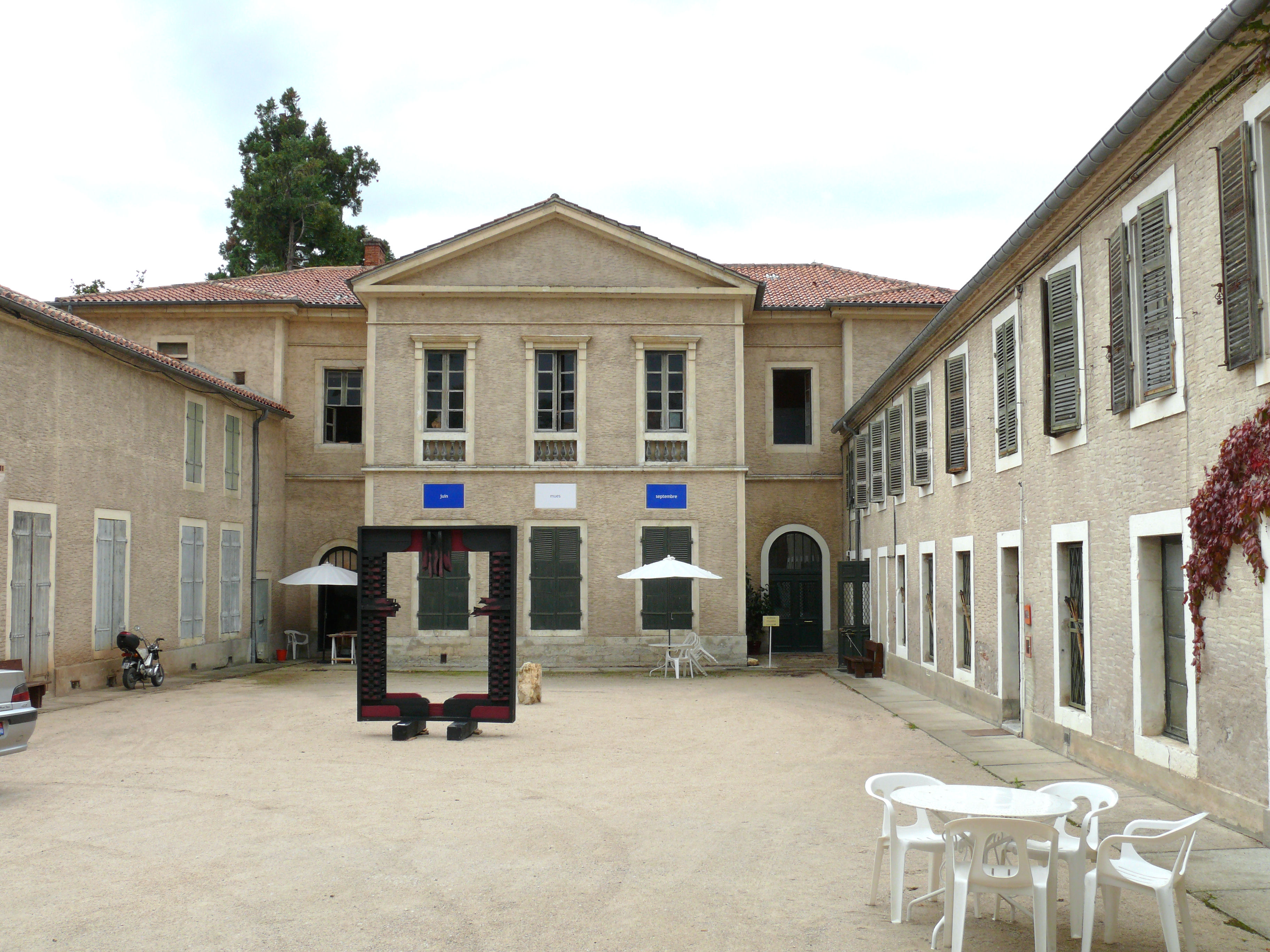
Musée de Cahors Henri-Martin, 2005

### Expositions personnelles
- Galerie Hervé Odermatt, Paris, octobre-décembre 1961 (Exercice de style)[11],[12],[6], octobre 1963 (La guerre et la paix)[13],[14],[15], mars-mai 1966 (Les technocrates et paysages)[16],[17],[18],[19], mai 1969 (Chez les X…)[4], novembre 1974 (Intérieurs)[20].
- Galerie Georges Lavrov, Paris, février-mars 1983[21],[22],[23],[24].
- Heaulmé - Monotypes, La Chambre forte, Bruxelles, 1984, 2004.
- Heaulmé, peintures 1959-1986, Musée d'Art et d'Histoire de Saint-Denis, 1986.
- Monotypes, Maison des Dinandiers, Paris, 1989[25].
- Galerie Florence Basset, Flassans-sur-Issole, 1995, 1998 (Rétrospective 1958-1998)[26].
- François Heaulmé, monotypes et peintures, Librairie Art et Littérature, Paris, octobre 2004[27].
- François Heaulmé, peintures et monotypes à Cahors, Musée de Cahors Henri-Martin, mars-juin 2005[28],[29].
- Librairie Calligramme, Cahors, 2005.

### Expositions collectives
- Salon des moins de trente ans, Paris, 1945, 1947, 1948.
- Salon Terres Latines, Paris, 1945-1950.
- Salon de la Jeune Peinture, Paris, 1950-1958.
- Salon d'automne, Paris, 1951, 1953, 1954, 1955, 1957[6].
- Salon Comparaisons, Paris, 1954- 1958.
- Jeune peinture figurative française, Coliseum, New York, 1955.
- La nouvelle vague, Michel Thompson, François Heaulmé, Jean Pollet, Paul Rebeyrolle, Galerie Framond, 1955.
- Visage de l'enfance, François Heaulmé, Richard Bellias, Jean Commère, Jean Pollet, Philippe Cara Costea, Raymond Guerrier, Galerie Simone Badinier, Paris, 1956.
- Art français, Munich, 1956, 1961.
- Quinze grands peintres de l'École de Paris: François Heaulmé, Bernard Buffet, Antoni Clavé, André Marchand, André Minaux, Paul Rebeyrolle, Jean Pollet…, Galerie Combes, Clermont-Ferrand, 1959.
- L'art et la médecine vus par vingt-quatre peintres - Jean Aujame, Yves Brayer, Louis Berthomme Saint-André, Philippe Cara Costea, Jean Carzou, Roger Chapelain-Midy, Michel Ciry, Pierre Clayette, Jean Cocteau, Paul Collomb, Édouard Goerg, François Heaulmé, Jean Jansem, Georges Rohner, Gabriel Zendel…, Galerie Dulac, Paris, octobre-novembre 1963.
- Salon d'automne, Paris, 1965[30].
- Exposition internationale d'art figuratif, Tokyo, 1964, 1965, 1967, 1968.
- Exposition d'art français, Buenos Aires, 1971.
- Musée temporaire pour l'École de Paris, Rue du Faubourg-Saint-Honoré, Paris, 1971.
- Avigdor Arikha, Balthus, François Heaulmé, Giorgio Morandi, Serge Poliakoff, Mark Tobey…, Galerie Hervé Odermatt, Paris, 1972.
- Foire internationale d'art contemporain de Bâle, 1974.
- Sélection trente créateurs: Pierre Alechinsky, Olivier Debré, Hans Hartung, François Heaulmé, Roberto Matta, Zoran Mušič, Edouard Pignon, Pierre Soulages…, exposition itinérante en France, organisation André Parinaud, 1975-1976.
- Autour de Picasso, La Chambre forte, Bruxelles, 1984.
- Linéart - Foire internationale de Gand, 1986.
- Huitième salon de l'affiche et des arts de la rue, Espace Branly, Paris, 1994.
- Troisième triennale mondiale de l'estampe, Chamalières, 1994.
- Trente-cinquième salon d'art d'Ernée (François Heaulmé, invité d'honneur), 1994.
- Salon coup de cœur (organisation: André Parinaud), Espace Cardin, 1996, 1997.
- Rencontres d'art - La lisière du trouble, Musée Ingres, Montauban, 1996.
- Exposition de groupe: Philippe Cara Costea, Simone Dat, Raymond Guerrier, François Heaulmé, Michel Thompson, Claude Venard, septembre-novembre 1996.
- Autour de Picasso, Galerie La Chambre forte, Bruxelles, 2004.
- Cillart - Galerie de la Houssine, Adainville, 1999, 2001, 2003, octobre 2004[31].
- Animalités - Le printemps de l'estampe, La maison des arts Georges-Pompidou, Cajarc, 2005.
- Au-delà du corps, Quatrième biennale d'art contemporain, Centre Jacques-Prévert, Aixe-sur-Vienne, juin-septembre 2007[32],[33].
- Vingt ans de passion : Raymond Guerrier, Roger Lersy, François Heaulmé, Bernard Buffet, Bernard Lorjou, Yvonne Mottet, André Minaux…, Galerie Florence Basset, Flassans-sur-Issole, juin-août 2015.
- Les insoumis de l'art moderne - Paris, les années 50, Musée Mendjisky-Écoles de Paris, Paris, octobre-décembre 2016[34],[35].
- La Jeune Peinture - Paul Aïzpiri, Jean-Pierre Alaux, Bernard Buffet, Michel Ciry, Jean Commère, Bernard Gantner, Raymond Guerrier, François Heaulmé, Jean Jansem, André Minaux, Marcel Mouly, Michel Patrix, Paul Rebeyrolle, Musée Baron-Martin, Gray (Haute-Saône), juillet-octobre 2017.

## Réception critique
- « ...Des êtres grimaçants, diaboliques, des fantoches qui n'étaient pas sans devoir à Ensor, semblaient ignorer eux-mêmes s'ils étaient masques ou visages... » - Claude Roger-Marx[12]
- « C'est une peinture de l'absence, du néant, de la culpabilité, de la solitude par-dessus tout. » - Alain Bosquet[36].
- « Pour François Heaulmé, la peinture est inséparable de la critique sociale, elle est satire par l'image. » - Dictionnaire Bénézit[5]
- « Il y a chez lui du Goya, dénonciateur des tortures, des mutilations, de la guerre et des vices. » - Jean-Pierre Delarge[37]
- « Héritier d'un expressionnisme éclatant et superbe, tu brosses des toiles empreintes de simplicité et de douceur, tu inventes des monotypes fort et sensibles. Mais cette tentative d'apaisement n'est qu'apparente, tu offres des allusions à un monde inquiétant, énigmatique.  Ton travail donne souvent à voir des Vanités, pourtant ta peinture n'est pas "vaniteuse".. Elle n'est pas une peinture de déni, de dépit, mais un art de défi, une réflexion ardente sur la condition paradoxale qui fait de l'homme la victime et le bourreau… Quand tu représentes un cachot, une cellule, un prisonnier, de la peinture en fusion au frisson de soie du monotype, inlassablement tu parles de liberté et d'espoir. » - Jean Rollin[38]
- « A l'instar des moines tibétains qui méditent parfois durant des mois entiers sur un seul mot, chacune des marques laissées par Heaulmé sur le support, toile ou papier, constitue la quintessence de recherches profondes et impétueuses. À cette extrême exigence de ne livrer que l'essentiel de la trace et de l'indice, correspond une économie de la couche picturale, et malgré cette retenue, cette "maigreur", le travail de Heaulmé ne manque jamais d'épaisseur. Avec ce dépouillement, la matière peut être perçue comme corps sensible. » - Isabelle Rollin-Royer[39]
- « François Heaulmé, le jeune espoir de la peinture figurative après la guerre, a franchi les étapes de l'exigence, attaché à poursuivre une quête picturale et spirituelle. Aucun compromis n'a endigué un parcours inflexible et lumineux. » - Lydia Harambourg [40]
- « ...François Heaulmé, coloriste hors pair, sa toile Suzanne et les vieillards, toute de clairs-obscurs, arpente le mal qui rôde comme doucereusement. » - Aude Bredy[33]

## Conservation

### Collections publiques

#### France
- Musée de Cahors Henri-Martin.
- Musée d'Art Roger-Quilliot, Clermont-Ferrand[6] :
  - Nu au sofa rouge, huile sur toile.
  - Homme de loi, huile sur toile.
  - L'Infante, huile sur toile.
  - Nature morte aux fruits, huile sur toile.
  - La truite, huile sur toile.
- Musée d'Art et d'Histoire de Saint-Denis.

#### Liban
- Farhat Art Museum, Beyrouth[41].

#### Royaume-Uni
- Nuffield College, Université d'Oxford[42].

### Collections privées
- Simé et Jean Jansem[10].